# Kuurne-Bruxelles-Kuurne 1963
La Kuurne-Bruxelles-Kuurne 1963, diciannovesima edizione della corsa, si svolse il 3 marzo su un percorso di 192 km, con partenza e arrivo a Kuurne. Fu vinta dal belga Noël Foré della squadra Faema-Flandria davanti ai connazionali Léon Van Daele e  Willy Bocklant.

## Ordine d'arrivo (Top 10)
| Pos. | Corridore           | Squadra                  | Tempo    |
| ---- | ------------------- | ------------------------ | -------- |
| 1    | Noël Foré           | Faema-Flandria           | 5h13'00" |
| 2    | Léon Van Daele      | Dr. Mann Labo            | a 17"    |
| 3    | Willy Bocklant      | Faema-Flandria           | s.t.     |
| 4    | Jan Janssen         | Pelforth-Sauvage-Lejeune | s.t.     |
| 5    | Robert De Middeleir | Wiel's-Groen Leeuw       | s.t.     |
| 6    | Norbert Kerckhove   | Dr. Mann Labo            | s.t.     |
| 7    | André Noyelle       | Bertin-Porter 39-Milremo | s.t.     |
| 8    | Armand Desmet       | Faema-Flandria           | s.t.     |
| 9    | Frans Melckenbeeck  | Mercier-BP-Hutchinson    | s.t.     |
| 10   | Piet van Est        | Dr. Mann Labo            | s.t.     |